# Ana Mulvoy Ten
Ana Maria Mulvoy-Ten, más conocida como Ana Mulvoy Ten, (Londres, Inglaterra, 8 de mayo de 1992) es una actriz hispano-británica. Es conocida por su papel de Amber Millington en la serie de Nickelodeon House of Anubis.

## Biografía
Ana nació en Londres, pero creció en España e Inglaterra. Su madre es española y su padre es inglés y se crio bilingüe.
El primer papel de Ana fue en una serie de televisión española de Disney Channel llamada Cosas de la vida, en el que estuvo hasta 2010. En 2011 su fama creció internacionalmente gracias a su papel de Amber Millington en House of Anubis, gracias al cual fue nominada a los Kids' Choice como actriz favorita del Reino Unido junto a Emma Watson en 2012.

## Filmografía

### Películas
| Películas | Películas                   | Películas   | Películas              |
| Año       | Título                      | Personaje   | Notas                  |
| --------- | --------------------------- | ----------- | ---------------------- |
| 2003      | My House in Umbria          | Chica       | Película de televisión |
| 2008      | Out There                   | Mirabelle   | Cortometraje           |
| 2011      | Red Faction: Origins        | Vayla       | Película de televisión |
| 2012      | First Time Loser            | Leila       | Papel principal        |
| 2015      | The Girl in the Book        | Young Alice | Papel principal        |
| 2015      | Ur in Analysis              | Daisy       | Película de televisión |
| 2016      | Outlaw                      | Jen         | Papel principal        |
| 2017      | The Queen of Hollywood Blvd | Grace       | Papel principal        |
| 2017      | Tomato Soup                 | Baldwin     | Papel principal        |
| 2017      | Cherbourg Mon Amour         | Geneviève   | Cortometraje           |
| 2017      | Tuer Les Fleurs             | Lydia       | Papel principal        |
| 2017      | Ascension                   | Angela      | Papel principal        |

### Series de televisión
| Series de televisión | Series de televisión | Series de televisión | Series de televisión |
| Año                  | Título               | Personaje            | Notas                |
| -------------------- | -------------------- | -------------------- | -------------------- |
| 2003                 | Star                 | Annie                | 1 episodio           |
| 2008 - 2010          | Cosas de la vida     | Rosi                 | 40 episodios         |
| 2009                 | Myths                | Afrodita             | 1 episodio           |
| 2011 - 2013          | House of Anubis      | Amber Millington     | 117 episodios        |
| 2014                 | Teen Wolf            | Carrie Hudson        | 1 episodio           |
| 2015                 | CSI: Cyber           | Jennifer Mayfield    | 1 episodio           |
| 2015                 | Vanity               | Karen                | 7 episodios          |
| 2017                 | Famous in Love       | Dakota               | 1 episodio           |
| 2017                 | American Crime       | Shae Reese           | 7 episodios          |

### Series de internet
| Web-series | Web-series      | Web-series       | Web-series   |
| Año        | Título          | Personaje        | Notas        |
| ---------- | --------------- | ---------------- | ------------ |
| 2011       | Anubis Unlocked | Amber Millington | 10 episodios |

## Premios y nominaciones
| Año  | Premiación                         | Categoría                       | Trabajo         | Resultado |
| ---- | ---------------------------------- | ------------------------------- | --------------- | --------- |
| 2012 | Nickelodeon UK Kids' Choice Awards | Actriz favorita del Reino Unido | House of Anubis | Nominada  |